# The Boston News-Letter
The Boston News-Letter (en español, El boletín de Boston), publicado por primera vez el 24 de abril de 1704, es considerado el primer periódico publicado de manera continua en las Trece Colonias. Era subsidiado fuertemente por el gobierno británico, con una circulación limitada. Todas las copias fueron aprobadas por el gobernador. El primer periódico de las colonias fue Publick Occurrences Both Forreign and Domestick, que publicó su primera y única edición el 25 de septiembre de 1690. En 1718, el Weekly Jamaica Courant le siguió en Kingston. En 1726, Boston Gazette inició su publicación con Bartholomew Green, Jr. como impresor.

## Historia
El primer editor del News-Letter fue John Campbell, un vendedor de libros y oficial de correos en Boston. Campbell había estado escribiendo y enviando activamente "boletines" de eventos europeos a los gobernadores de Nueva Inglaterra durante un año o más, y pensó que le ahorraría trabajo imprimirlas para todos. El News-Letter era originalmente publicado semanalmente. Su primer número llevaba por fecha “From Monday, April 17, to Monday, April 24, 1704" ("Del lunes 17 de abril al lunes 24 de abril de 1704"). El impresor fue Bartholomew Green.
Durante sus primeros años, el News-Letter incluía principalmente noticias de periódicos londinenses, describiendo la política inglesa y los detalles de las guerras europeas. Como el único periódico en las colonias, en esa época, también reportó la sensacional muerte del pirata Barbanegra, en un combate mano a mano en 1718.
En 1707, John Allen se ocupó de imprimir el periódico. En 1722, su edición pasó a Green, quien se enfocó en sucesos domésticos. Tras su muerte en 1732, su yerno John Draper, también impresor, tomó el mando del periódico. Aumentó el tamaño del periódico a cuatro páginas e incluyó en él noticias de todas las colonias. Condujo la publicación hasta su muerte en 1762, año en que su hijo, Richard Draper, pasó a ser el editor. Richard murió en 1774, y su viuda Margaret Green Draper publicó el News-Letter por el resto de su existencia.
Richard Draper fue un ardiente lealista y firmemente apoyó la madre patria en los tormentosos tiempos de los años 1770. Su viuda compartió sus sentimientos, y cuando el joven que ella contrató como editor, Robert Boyle, mostró simpatía con la revolución americana, lo reemplazó con el lealista John Howe. Howe ejerció como el editor de la señora Draper hasta que los británicos evacuaron Boston el 17 de marzo de 1776, llevándose a Howe y Draper con ellos. Con la salida de los ingleses, el News-Letter dejó de existir. El gobierno británico le dio a Margaret Draper una pensión vitalicia.